# Eric Fromm
Eric Fromm (Queens, 27 giugno 1958) è un ex tennista statunitense.

## Carriera
In carriera ha ottenuto il suo miglior risultato raggiungendo le semifinali di doppio all'Open di Francia nel 1984, in coppia con l'israeliano Shlomo Glickstein.